# Paramesodes albinervosus
Paramesodes albinervosus är en insektsart som beskrevs av Matsumura 1902. Paramesodes albinervosus ingår i släktet Paramesodes och familjen dvärgstritar. Inga underarter finns listade i Catalogue of Life.